# Асклепіад Віфінський
Асклепіад Віфінський (дав.-гр. Ἀσκληπιάδης124 — 40 рр. до н. е.) — видатний давньогрецький лікар, теоретик медицини, засновник психотерапії, фізіотерпії та молекулярної медицини.

## Життєпис
Народився у місті Пруса (Віфінія). Про особисте життя Асклепіада дуже мало відомостей, він багато подорожував, він життя мандрівного лікаря. Зрештою оселився у Римі. Це відбулося десь у 90-ті роки до н. е. Тут Асклепіад здобув велике визнання серед патриціїв та нобілів Римської республіки. Його пацієнтами були Цицерон, Красс, Марк Антоній.
Учнями Асклепіада був відомий у подальшому медик Темісон, а творами користувався Целій Авреліан. Помер Асклепіад Віфінський у Римі.

## Медицина
Був новатором у лікуванні хворих. Разом з тим Асклепіад відкидав усі досягнення лікарів, які були до нього, а також був противником гуморального вчення Гіппократа.
Його ідеї випливали з атомістських думок Демокрита та Епікура. Виходячи з цього Асклепіад вважав, що захворювання людини виникають через нерегулярні або негармонійні рухи частинок тіла. При цьому він відкидав наміри інших медиків досліджувати структуру тіла. Асклепіад поділяв усі хвороби на гострі та хронічні. Гострі захворювання, на думку Асклепіада, викликані звуженням пор, або надлишком атомів. Хронічна — релаксацією пор або нестачею атомів. Звідси лікування хвороб — це досягнення (або повернення) гармонії, рівноваги. Для цього Асклепіад застосовував дієту, масаж, купання, прогулянки і фізичні вправи, блювотні засоби та кровопускання, а також вживання вина.
Окрім цього, Асклепіад виступав за гуманне поводження до хворих з психічними розладами, пропонував душевнохворих не ув'язнювати, застосовувати до них натуротерапію, зокрема, дієту й масаж.
З творів Асклепіада Віфінського дотепер збереглися лише уривки.